# N-01D
docomo NEXT Series MEDIAS PP N-01D（ドコモ ネクストシリーズ メディアス パワープラス（ピーピー） エヌゼロイチディー）は、NECカシオ モバイルコミュニケーションズによって開発された、NTTドコモの第三世代携帯電話（FOMA）端末である。docomo NEXT seriesのひとつ。

## 概要
MEDIASシリーズの一つで、N-06Cの後継機である。「PP」は「Power Plus」の意味であり、1700mAhのバッテリーを搭載しており、従来のモデルに比べ約1.7倍のスタミナを実現している。また、Bluetooth 4.0(BLE)に対応しており、カシオ計算機製の腕時計G-SHOCKと連携させることが可能である。
N-04Dと違いXiには非対応である。
おくだけ充電に対応している。なお、電池パック単体での充電はできない。
SIMカードはmicroSIMを採用している。
RAMが512MBのため、2011年冬モデル以降のNTTドコモ向けのMEDIASシリーズでは唯一、Android 4.0へのアップデートが予定されていない。

## 搭載アプリ
- MEDIAS BEAUTY
  - Beauty up Navi
  - Beauty up Camera
  - Style up Closet
  - MEDIAS WELLNESS
  - MEDIAS 女子部
- andronavi
- Quickoffice
- G-SHOCK App
- ついっぷる
- iD設定アプリ
- トルカ
- 災害時音声アプリ
- マチキャラ

## 主な機能
| 主な対応サービス                                 | 主な対応サービス                         | 主な対応サービス                       | 主な対応サービス                              |
| ------------------------------------------------ | ---------------------------------------- | -------------------------------------- | --------------------------------------------- |
| タッチパネル／加速度センサー                     | Xi／FOMAハイスピード                     | Bluetooth                              | DCMX／おサイフケータイ／赤外線／トルカ        |
| ワンセグ                                         | メロディコール                           | テザリング                             | WiFi IEEE802.11b/g/n                          |
| GPS                                              | spモード／電話帳バックアップ             | デコメール／デコメ絵文字／デコメアニメ | iチャネル                                     |
| エリアメール／ソフトウェアーアップデート自動更新 | デジタルオーディオプレーヤー(WMA)(MP3他) | GSM／3Gローミング（WORLD WING）        | フルブラウザ／Flash Player 10.3               |
| Google Play／dメニュー／dマーケット              | Gmail／Google Talk／YouTube／Picasa      | バーコードリーダ／名刺リーダ           | ドコモ地図ナビ／Google Maps／ストリートビュー |

## 歴史
- 2011年10月18日 - NTTドコモより発表。
- 2011年12月1日 - 予約開始。
- 2011年12月9日 - 全国一斉発売開始。

## アップデート
2011年12月20日に以下の不具合の修正がソフトウェアアップデートによって行われた。
- 一部の動画コンテンツを再生する際にまれにスムーズに再生できない場合がある。

2012年3月8日に以下の不具合の修正がソフトウェアアップデートによって行われた。
- ブラウザを繰り返し利用するとまれにブラウザの起動に時間がかかる場合がある。

2012年5月24日に以下の不具合の修正がソフトウェアアップデートによって行われた。
- 特定のブラウザを利用し全角記号・全角英数を入力すると空白になる場合がある。

2012年9月3日に以下の不具合の修正がソフトウェアアップデートによって行われた。
- マナーモード設定時に音声着信を応答保留にすると、正常にガイダンスが流れない場合がある。
- microSDXCカードを差し込むと、microSDXCカード内のデータが破損する。なお、ソフトウェアアップデートを実施してもmicroSDXCカードの利用は不可。

2013年3月19日に以下の不具合の修正がソフトウェアアップデートによって行われた。
- 撮影した動画を再生する際に、映像と音声がずれる場合がある。

2013年11月28日に以下の不具合の修正がソフトウェアアップデートによって行われた。
- 携帯電話（本体）とG-SHOCKをBluetooth接続した際、電話を着信してもG-SHOCKがまれに鳴動しない場合がある。

2014年4月7日に以下の不具合の修正がソフトウェアアップデートによって行われた。
- 連写撮影後の画像保存中、まれにカメラアプリがフリーズする場合がある不具合を修正する。
- ビルド番号がA1001701、A1001901、A1002701、A1003201、A1003401、A1003601、A1003801、A1003901からA1004001になる。